# Unió Esportiva Tàrrega
Unió Esportiva Tàrrega es un club de fútbol español de la localidad de Tárrega, (Lérida), España. Fundado en 1957, juega en la Primera Catalana Grupo 3, y juega sus partidos en el Municipal Joan Capdevila, con capacidad para 3.000 espectadores.

## Temporadas
| Temporada | División     | Posición | Copa del Rey |
| --------- | ------------ | -------- | ------------ |
| 1950/51   | 3.ª          | 16       |              |
| 1951/52   | 3.ª          | 14       |              |
| 1952/53   | 3.ª          | 18       |              |
| 1991/1992 | 1.ª Catalana | 9        |              |
| 1992/1993 | 1.ª Catalana | 8        |              |
| 1993/1994 | 1.ª Catalana | 3        |              |
| 1994/95   | 3.ª          | 2        |              |
| 1995/96   | 3.ª          | 1        |              |
| 1996/97   | 3.ª          | 7        |              |
| 1997/98   | 3.ª          | 14       |              |
| 1998/99   | 3.ª          | 7        |              |
| 1999/00   | 3.ª          | 13       |              |
| 2000/01   | 3.ª          | 11       |              |
| 2001/02   | 3.ª          | 10       |              |

| Temporada | División     | Posición | Copa del Rey |
| --------- | ------------ | -------- | ------------ |
| 2002/03   | 3.ª          | 10       |              |
| 2003/04   | 3.ª          | 13       |              |
| 2004/05   | 3.ª          | 20       |              |
| 2005/06   | 1.ª Catalana | 8        |              |
| 2006/07   | 1.ª Catalana | 15       |              |
| 2007/08   | 1.ª Catalana | 6        |              |
| 2008/09   | 1.ª Catalana | 9        |              |
| 2009/10   | 1.ª Catalana | 10       |              |
| 2010/11   | 1.ª Catalana | 4        |              |
| 2011/12   | 1.ª Catalana | 6        |              |
| 2012/13   | 1.ª Catalana | 9        |              |
| 2013/14   | 1.ª Catalana | 4        |              |
| 2014/15   | 1.ª Catalana | 15       |              |
| 2015/16   | 2.ª Catalana | 10       |              |
| 2016/17   | 2.ª Catalana | 2        |              |
| 2017/18   | 2.ª Catalana | 2        |              |
| 2018/19   | 1.ª Catalana |          |              |

## Palmarés
- - Campeón de Tercera División (1995-1996)
  - Subcampeón de Tercera División (1994-1995)
  - Participaciones en Tercera División: 14
  - Participaciones en Primera Catalana: 14
  - Participaciones en Segunda Catalana: 3
  - Promoción a Segunda B: 2

## Himno
Visca el Tàrrega! Visca el Tàrrega!
Clamen els afeccionats, que es el nostre equip de futbol,
dels millors del principat.
als contraris respectem, pero no ens hem pas d'enganyar,
que els partits els jugarem,
com fem sempre, per guanyar.
I llancem un crit de guerra, animat-los tot cridant:
Visca el Tàrrega ! Visca el Tàrrega ! Visca un Tàrrega triomfant!

## Jugadores destacados
- Joan Capdevila
- Piti
- Marc Carballo